# 601916 Sting
601916 Sting è un asteroide della fascia principale. Scoperto nel 2013, presenta un'orbita caratterizzata da un semiasse maggiore pari a 2,6711391 au e da un'eccentricità di 0,1662437, inclinata di 7,95171° rispetto all'eclittica.
L'asteroide è dedicato a Sting, celebre cantautore britannico.